# احمد کلی
احمد کلی (انگلیسی: Ahmed Kelly؛ زادهٔ ۱۸ نوامبر ۱۹۹۱) شناگر پارالمپیکی استرالیایی متولد عراق است. او به نمایندگی از استرالیا در بازی‌های پارالمپیک تابستانی ۲۰۱۶ و بازی‌های پارالمپیک تابستانی ۲۰۱۲ شرکت کرد.

## فردی

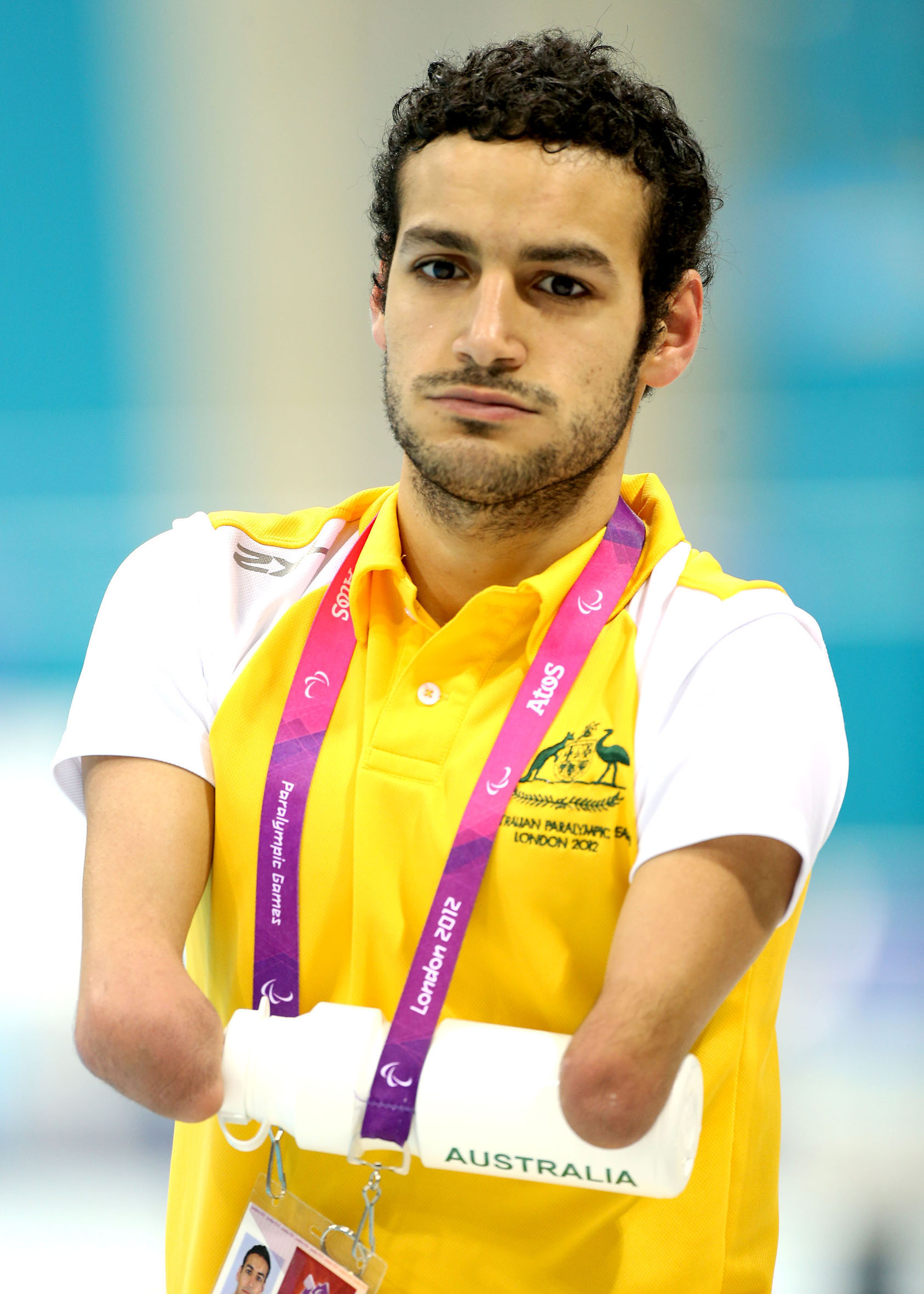
کلی در پارالیمپیک ۲۰۱۲ لندن

کلی در نوامبر ۱۹۹۱ در بغداد بدون دو دست و پا به دنیا آمد. او تا هفت سالگی با برادرش امانوئل که معلولیت مشابهی دارد در یتیم‌خانه مادرترزای بغداد زندگی کرد. مویرا کلی، بشردوست استرالیایی در ۱۹۹۸ این دو برادر را ملاقات کرد و با کمک والدینش آنها را در سال ۲۰۰۰ به ویکتوریای استرالیا آورد تا از مراقبت پزشکی بهره‌مند شوند. او در سال ۲۰۰۰ این دو برادر را به فرزندخواندگی قبول کرد.